# دیابت بی‌مزه
دیابت بیمزه (به انگلیسی: diabetes insipidus) یک اختلال نادر در سیستم هورمونی است که در آن اغلب کمبود وازوپرسین مشاهده می‌شود. این اختلال هیچ ارتباطی با افزایش قند خون ندارد و فقط به خاطر افزایش حجم ادرار با دیابت مشابهت دارد. این کمبود می‌تواند به علل زیر ایجاد شود: صدمه به سر که منجر به آسیب رسیدن هیپوفیز شود، تومور هیپوفیز، سایر تومورهای مغزی که به هیپوفیز فشار وارد آورند، عفونت مغز مثل آنسفالیت یا مننژیت، یکی از عوارض شایع پس از جراحی هیپوفیز، خونریزی درون جمجمه، آنوریسم (بیرون زدن دیواره رگ‌ها). سایر علل دیابت بی‌مزه بیماری کلیه (دیابت نفروژنیک که کلیه به هورمون ADH پاسخ نمی‌دهد) و حاملگی (که جفت وازوپرسیناز ترشح می‌کند) و Dipsogenic (که نقص در هیپوتالاموس است) می‌باشند .

نشانگان ترشح نابجای هورمون ضدادراری یا SIADH ترشح بیش از حد وازوپرسین از بخش خلفی هیپوفیز است که نتایجی عکس دیابت بی‌مزه ایجاد می‌کند.

## عوارض
عوارض بیمار شامل، بی آبی و عدم تعادل الکترولیت‌ها است.بی آبی:به استثنای پلی‌دیپسی اولیه، که سبب می‌شود مقدار زیادی آب دربدن حبس شود، دیابت بی‌مزه ممکن است سبب شود بدن مقدار بسیار کمی آب برای عملکرد مناسب دراختیار داشته باشد و به این جهت بی‌آبی پدید آید. بی‌آبی سبب بروز حالت‌های زیر می‌شود:خشکی دهان، ضعف عضله، کاهش فشارخون: هیپوتانسیون (hypotension)، افزایش سدیم خون: هیپرناترمی (hypernatremia)، گود رفتن چشمان، تب، سر درد، تند شدن سرعت قلب، کاهش وزن.عدم تعادل الکترولیت‌ها:دیابت بی‌مزه ممکن است سبب بروز عدم تعادل الکترولیت‌ها شود. الکترولیت electrolyteها املاح معدنی موجود در خون (مثل سدیم و پتاسیم) هستند که تعادل مایعات را در بدن حفظ می‌کنند. عدم تعادل الکترولیت‌ها سبب بروز نشانه می‌شود، ازجمله:خستگی یا بی‌حالی ـ تهوع ـ ازدست دادن اشتها ـ دردهای عضله

## علایم بیماری
تشنگی زیاد، دفع مقدار زیادی ادرار رقیق و بدون رنگ (تا ۱۵ لیتر در روز)، خشکی دست‌ها، یبوست و پرنوشی .

پرخواران و کودکان خردسالی که دچار دیابت بی‌مزه هستند ممکن است دارای شناسه‌ها و نشانه‌های زیر باشند:گریه کردن آرام نشدنی یا بهانه‌گیری بدون توجیه، خیس بودن غیرمعمولی کهنه قنداق، تب، استفراغ یا اسهال، پوست خشک با اندام‌های انتهایی سرد، تأخیر رشد، کاهش وزن

## تشخیص بیماری
چندین روش آزمایشگاهی برای تشخیص وجود دارد. مثل :آزمایش وزن مخصوص ادرار، اندازه‌گیری سدیم و پتاسیم، تصویر برداری از نوروهیپوفیز، تست محرومیت از آب.
اقدام‌های آزمایشگاهی تشخیصی مثل آزمایش محرومیت از آب برای تعیین سطح هورمون ضدادراری. در این بیماری یا سطح ADH در خون کم شده‌است (و در شرایط تشنگی نیز افزایش نمی‌یابد) یا پاسخ کلیوی به این هورمون وجود ندارد.

## درمان
دسموپرسین که آنالوگ شیمیایی وازوپرسین (ADH) می‌باشد برای درمان استفاده می‌شود. این دارو به صورت افشانه بینی مصرف می‌شود. درمان شامل کنترل تعادل آب و الکترولیت و پیشگیری از کم‌آبی و نیز شناسایی و رفع علت دیابت بیمزه است. کاربامازپین اگر منشأ بیماری عصبی باشد ممکن است مفید باشد.
اگر مشکل از کلیه باشد (دیابت بی‌مزه نفروژنیک) دسموپرسین بی‌فایده است و از دیورتیکها مانند هیدروکلروتیازید باید سود جست. مصرف بی‌رویه داروی مینرین سبب افت سدیم خون و تشنج می‌شود؛ بنابراین باید دارو بر اساس دوز تنظیم شده توسط پزشک معالج استفاده شود. رأی نظارت بر کنترل بیماری به صورت دوره‌ای و کنترل معیارهای رشدی) قد – وزن (و معاینه عمومی باید به پزشک معالج خود مراجعه کرد و آزمایش‌ها وزن مخصوص ادرار و الکترولیتهای خون را انجام داد. در مواردی که دیابت بی‌مزه از نوع مرکزی است برای حصول اطمینان از نبود بدخیمی در هیپوفیز و هیپوتالاموس باید علاوه بر معاینه بالینی MRI , مغز سالی یک نوبت تا چهار سال انجام شود.

## سرانجام بیماری چگونه است
نتیجه نهایی وضعیت بیماری به‌طور واضحی وابسته به علت اولیه ایجاد آن است. در اکثر موارد یک شرایط ماندگار است. در دیابت بی‌مزه مرکزی امکان این که مصرف و دفع مایع متعادل شود و علائم از بین برود وجود دارد.(البته فعلاً درمانی برای این بیماری کشف نشده و در صورت مصرف نکردن دارو حالت های شدیدی هم  ممکن است به سیستم عصبی وارد کند